# N,N′-Diphenylthioharnstoff
N,N′-Diphenylthioharnstoff ist eine chemische Verbindung aus der Gruppe der Thioharnstoffderivate.

## Gewinnung und Darstellung
N,N′-Diphenylthioharnstoff kann durch Reaktion von Anilin mit Kohlenstoffdisulfid gewonnen werden.

## Eigenschaften
N,N′-Diphenylthioharnstoff ist ein brennbarer, schwer entzündbarer, kristalliner, gelber Feststoff mit schwach aromatischem Geruch, der praktisch unlöslich in Wasser ist.

## Verwendung
N,N′-Diphenylthioharnstoff wird als Vulkanisationsbeschleuniger und Zwischenprodukt zur Herstellung anderer chemischer Verbindungen verwendet.